# 公民黨 (1913年)
公民黨是中華民国初期的公開政党，成立于1913年（民国2年）9月18日。

## 历史
二次革命後，留在国会的国民党穏健派愿意同袁世凱支持的国会第二大党進步党合作。進步党为了安定国会的運作，也赞成合作。见此情况，中华民国临时大总统袁世凱感到有必要在進步党之外重新组织御用政党，遂命北京政府总統府秘書長梁士詒组织新政党。梁士詒乃纠合小政党潜社、集益社等组成公民党。梁士詒是交通系的最高领袖之一，故公民党事实上是交通系掌握的政党。其主要幹部有李慶芳、梅光遠、权量、陸夢熊等
梁士詒在《公民黨政見書》中称，公民党的政綱是“以國家權力實行政治統一，增進人民福利，為本黨確信之政權，隨時發表政策，求國民多數之同情”。梁士詒主张选举袁世凱为正式大总統。10月6日，在袁世凯及梁士詒的指示下，軍警包围了国会議場，经过3轮投票，选出袁世凱为大总統。梁士詒因權力大而被称作「小总統」。
1913年11月4日，国民党議員438人的議員資格被袁世凱剥奪。11月15日，国会正式停止。梁士詒领导的交通系此後依然在行使政治权力，公民党此后事实上失去了存在的意義。